# モンパノキ
モンパノキ（紋羽の木、学名: Heliotropium arboreum）は、ムラサキ科キダチルリソウ属の常緑低木〜小高木。別名、ハマムラサキノキ（浜紫の木）。シノニムの argentea は「銀色の」の意味で、葉や若い枝に銀色の毛があることに由来する。中国名は、銀毛樹（別名: 白水木）。
東アフリカからアジア、オセアニア、太平洋諸島の熱帯から亜熱帯の海岸に生育する。

## 特徴
熱帯から亜熱帯の海岸、砂礫地や砂浜に生える常緑広葉樹の低木から小高木。樹高はときに10メートル (m) 程度に達するが、多くは5 m程度である。太い枝がまばらに出る。幹径は太いもので30センチメートル (cm) 程度に達する。樹皮は灰褐色で縦に裂け目が多く、材は柔らかい。
葉は倒卵形で大きく、長さ20 cmほどあり、枝先に集まり互生する。質は厚く、明るい緑色で、表裏ともに銀色の細かい毛が密生し、ビロード（紋羽）のような手触りがある。花期は基本的に夏ではあるがはっきりせず、円錐形の集散花序を頂上または腋生する。花は密生し、5mm程の釣鐘型で白色。果実は5mmほどの球形で、数珠または団子状に固まる。熟すと緑色から黄橙色を経て黒っぽく変化する。

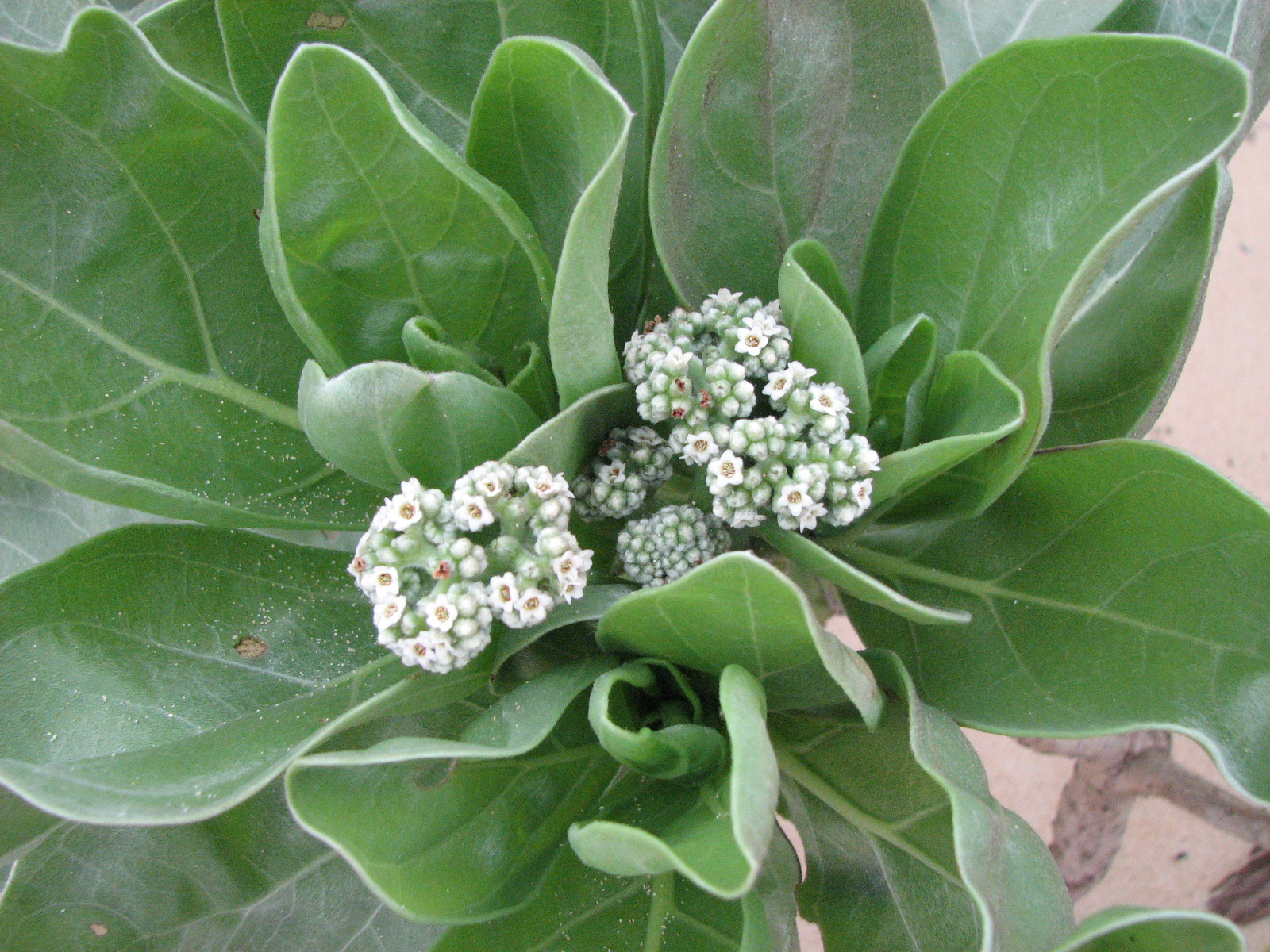
モンパノキの花（西表島）
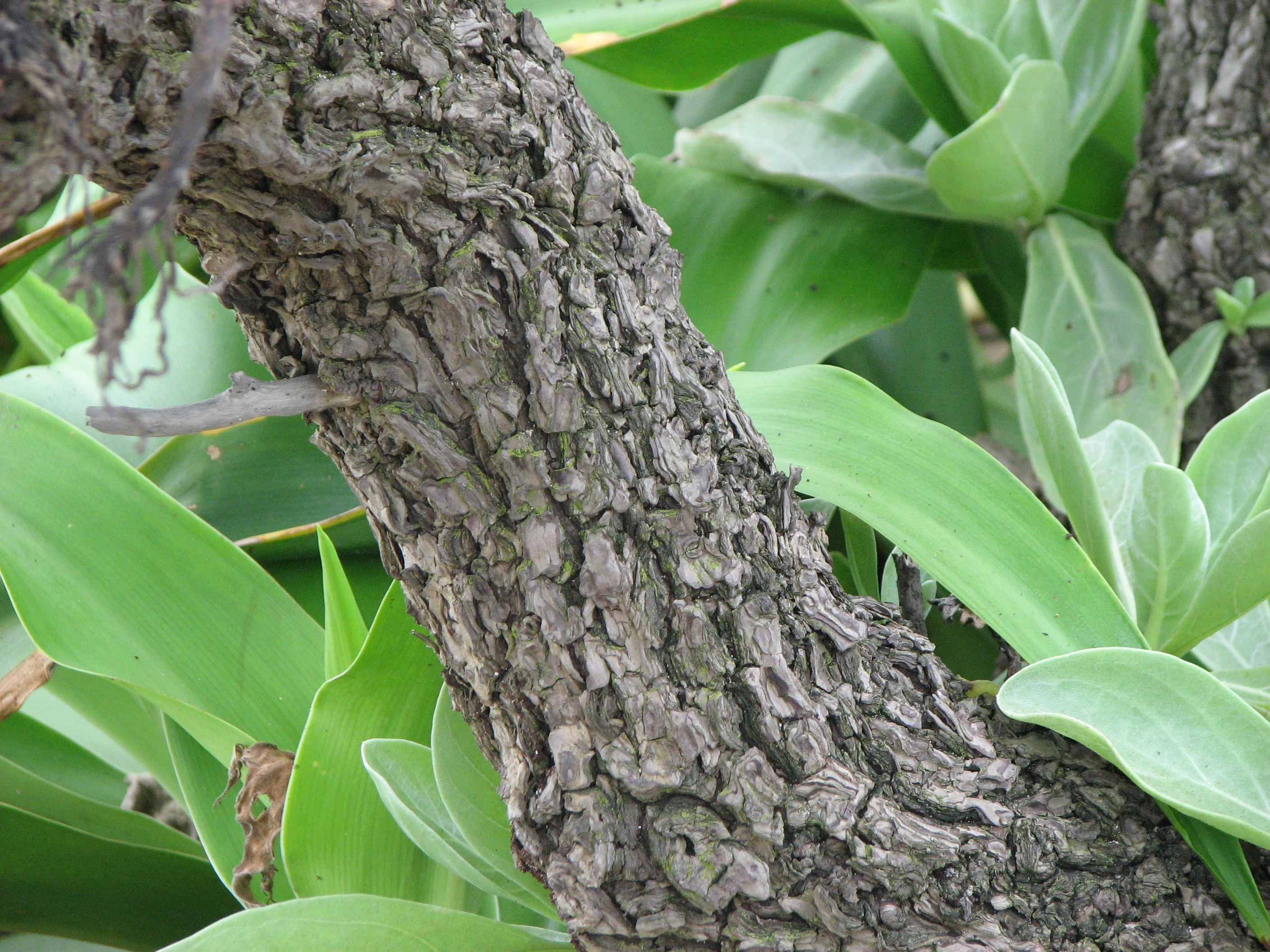
モンパノキの幹（西表島）
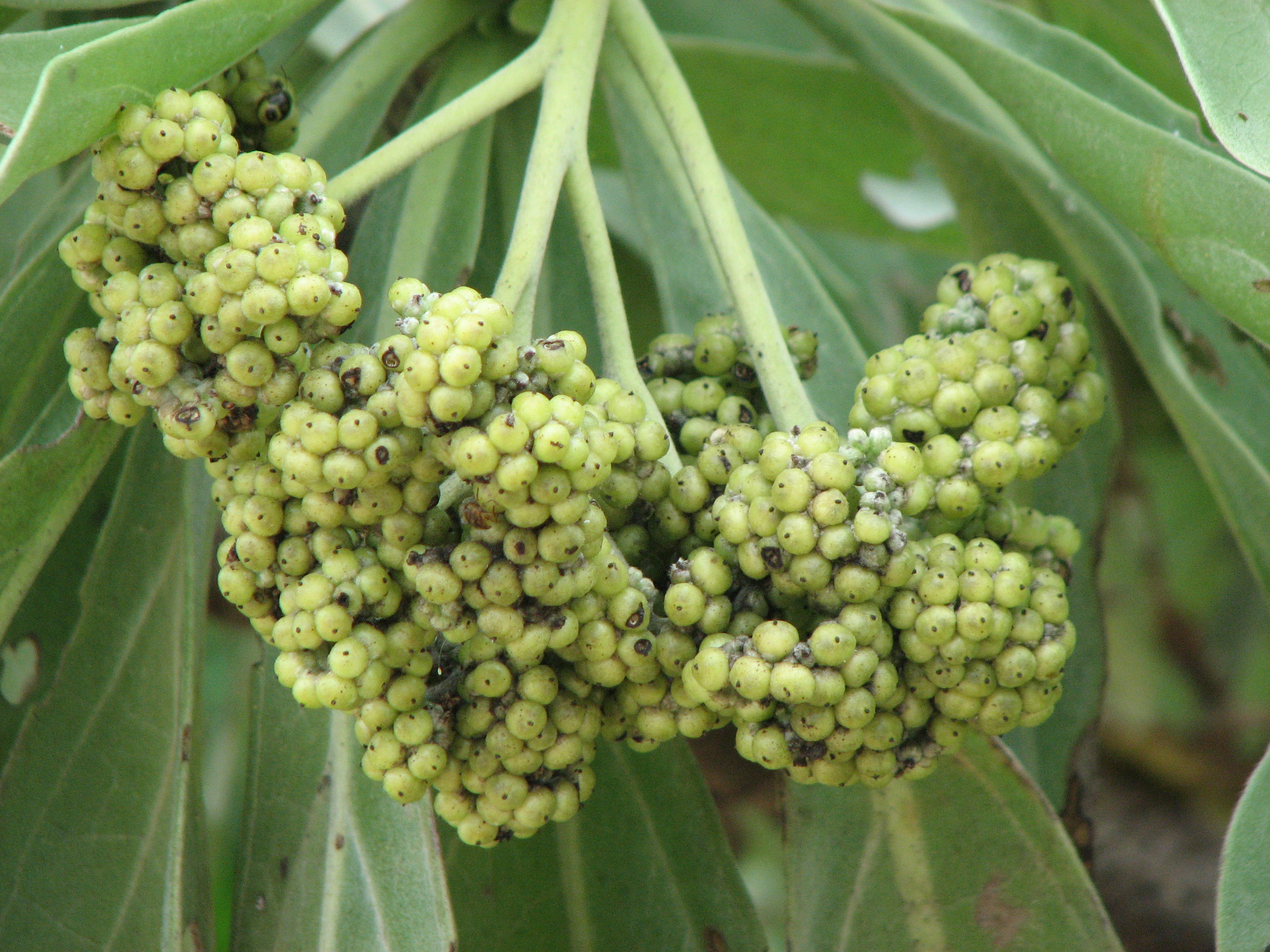
モンパノキの実（西表島）

## 日本における自生地
日本では、南西諸島の奄美群島以南および小笠原諸島に普通に自生する。種子島にもかつて自生していたが、野生の株は絶滅している。海岸の砂礫地や砂浜を好み、琉球ではスーキ、インスーキ、ハマスーキ、ガンチョーギー、ソーギキ、スビキ、シサザキ等、島によって多様な地方名を持つ。ガンチョーギーとは、眼鏡木つまりガンチョウ・キという意味で、沖縄で潜水用眼鏡の縁に使われたことによる。沖縄の海岸ではよく見られる木であるが、琉球元来の自生種ではなく外来種である。

## 利用
葉は民間薬として、絞り汁を服用して食あたりに用いる。沖縄では葉の汁が魚の毒消しに使われる。ハブクラゲの解毒作用のあるといわれる。
また、1884年、沖縄の糸満において、海人（うみんちゅ）の玉城保太郎氏の考案で、本種の材が柔らかく加工しやすい上、乾燥しても変形しにくい特性を利用して、丸く削った内部をくりぬいてガラスを接着し、アダンの葉で作った紐をつけて水中眼鏡（ミーカガン）の材料とした。
潮害や塩害に強いことから、防風・防砂林として利用される。